# Убийство Takeoff
В ночь 1 ноября 2022 года американский рэпер Takeoff (настоящее имя Кершник Кари Болл), участник группы Migos, был застрелен у боулинг-клуба 810 Billiards & Bowling в Хьюстоне. Он получил пули в голову и туловище, скончавшись на месте. Согласно заявлению полиции Хьюстона, ещё два человека были ранены и доставлены в больницу. Позже департамент добавил: «Мы не раскрываем личность погибшего до тех пор, пока его семья не будет уведомлена и удостоверение личности не будет подтверждено Институтом судебной медицины округа Харрис». Через пару часов полиция Хьюстона подтвердила убийство Takeoff. После смерти Кершника группа Migos официально прекратила своё существование.

## Предпосылки
За месяц до убийства Кершник в интервью заявил:
Я хочу, чтобы люди помнили меня, пока я тут, а не после того как я умру.
Незадолго до убийства Takeoff совместно с Quavo выпустили видеоклип на песню «Messy», на 2:40 в кадре появляется Кершник, а рядом с ним плакат с надписью «RIP». Спустя несколько часов в 2:40 по восточному времени Takeoff был убит.

## Происшествие
В ночь с 31 октября на 1 ноября 2022 года Quavo, Takeoff и их друзья пришли на закрытую вечеринку в честь дня рождения Джеймса Принца. Quavo играл в кости против крупного гангстера из Хьюстона и проиграл все деньги, из-за чего стал злиться и вести себя неуважительно.
Завязался словесный конфликт, переросший в драку, а позже в стрельбу. Кершник в конфликте не участвовал, однако был убит шальными пулями.
2 ноября появился видеоролик, в котором видно, что Quavo спорит с неизвестным человеком, тот предлагает сыграть в баскетбол, из-за чего начинается драка, Takeoff молча стоит рядом и не участвует в конфликте, а стрельбу начинает человек в тёмно-синей кепке, который также стоит за Quavo. По фотографиям в Instagram пользователи выяснили, что в тот вечер так был одет менеджер Migos (группы Quavo), предполагаемый убийца Takeoff, Migo Bands. Полиция эту информацию не подтвердила и продолжает искать убийцу.
Медсестра, жившая недалеко от боулинг клуба, услышала выстрелы и прибежала на место происшествия. Она проверила пульс рэпера, но на момент её прихода он уже отсутствовал.
Остальные пострадавшие, 24-летний Джошуа Вашингтон (Уош), личный ассистент Quavo, и 23-летняя женщина, во время стрельбы получили травмы, не угрожающие жизни. Сам Quavo не пострадал, но из-за стресса потерял сознание. Начальник полиции Хьюстона Трой Финнер заявил, что не считает, что убийство Takeoff было целенаправленным, и по приезде наряда он уже был мёртв.
За день до происшествия весь состав Migos должен был вылететь из Хьюстона, но рейс отменили.

## Реакция

### Соболезнования
Свои соболезнования выразили многие известные личности: Майк Тайсон, Рик Флэр, Джейк Пол, Джеймс Корден, Дэйв, Коул Беннетт, Дрейк, Джа Рул, Лана Дель Рей, Кэти Перри, Тейяна Тейлор, Кери Хилсон, Трэвис Скотт, Канье Уэст, Snoop Dogg, Kid Cudi, Lil Pump, Rich the Kid, Gucci Mane, Wiz Khalifa, Пуя, Tyler, the Creator, The Game, Rae Sremmurd, Metro Boomin, 21 Savage, Янг Таг и другие.
Рэпер Desiigner в прямой трансляции в Instagram заявил, что завершает свою карьеру и не может больше заниматься творчеством из-за смерти Takeoff.
Лейбл Quality Control Music, с которым у Takeoff был контракт, выпустил официальное заявление:
С разбитыми сердцами и глубокой печалью мы скорбим о потере нашего брата Кершника Хари Болла, известному всему миру как Takeoff. Бессмысленное насилие и шальная пуля унесли ещё одну жизнь из этого мира, и мы опустошены. Пожалуйста, уважайте его семью и друзей, поскольку мы все продолжаем переживать эту колоссальную потерю.

### Дань памяти
2 ноября 2022 года защитник немецкого футбольного клуба «Бавария» Бенджамен Павар во время матча 6-го тура группового этапа Лиги чемпионов УЕФА против клуба «Интернационале» посвятил свой гол Takeoff, сделав жест дэб, который был создан группой Migos.
Певица Бейонсе обновила фон на своём веб-сайте, добавив чёрно-белую фотографию Takeoff.
В Атланте стали появляться многочисленные фрески с изображением Кершника.
Американский блоггер DJ Akademiks провёл трёхчасовой стрим в честь Takeoff, в котором разбирал видеозаписи с моментом убийства Кершника, а также призвал бороться с идеологией насилия в хип-хопе, в том числе перестать подражать рэперам YNW Melly и Tay-K, осуждённых за убийство.
Рэпер 50 Cent на своём концерте в Финляндии объявил минуту молчания в честь Takeoff, во время которой на больших экранах появились фотографии Кершника.
3 ноября баскетболист Леброн Джеймс сменил фотографию профиля в своём Instagram-аккауете, поставив чёрно-белую фотографию Takeoff. Спустя пару дней Леброн пришёл на матч против «Кливленд Кавальерс», надев костюм и цепь, в точности повторяющие наряд рэпера на одной из фотосессии.
4 ноября игроки команды по американскому футболу «Баффало Биллс» провели в Instagram традиционную трансляцию с караоке. Перед началом вечеринки игроки почтили минутой памяти Takeoff
6 ноября команда по американскому футболу из Атланты «Атланта Фэлконс» на своём матче против «Лос-Анджелес Чарджерс» почтила память Кершника, на больших экранах появились его фотографии, а на фоне играла его песня.
Рэпер и близкий друг Кершника Offset перенёс выход своего второго сольного альбома, ранее сообщалось, что релиз состоится 11 ноября 2022 года.
15 ноября рэпер Гуччи Мейн выпустил трек и клип «Letter to Takeoff», посвящённый Кершнику.

## Расследование
Пользователи интернета предположили, что убийство было подстроено Джейем Принцем-младшим, сыном Джеймса Принца, поскольку ранее Джей также присутствовал при убийстве другого рэпера и художника Duke the Jeweller в Хьюстоне месяц назад, который тоже был застрелен после игры в кости. Рэпер 6ix9ine также считает, что убийство было заранее спланировано и конфликт был специально подстроен:
Wack 100 сказал мне, что Джей Принц-младший, с которым у меня был конфликт в Нью-Йорке, как-то причастен к этому. Кто-то спланировал спровоцировать его за игрой в кости. Если это правда, то я не удивлен, потому что Принц-младший сливал адрес моей дочери местным ниггерам. Он скачет на всех членах рэп-индустрии. Покойся с миром, Takeoff. Надеюсь, что за тебя отомстят.
26 ноября 2022 года в Хьюстоне был задержан 22-летний Джошуа Кэмерон, также известный как Lil Cam 5th, участник банды Mob Ties Records, возглавляет которую Джей Принц-младший. 2 декабря был задержан 33-летний Патрик Ксавьер Кларк. Полиция считает, что это именно выстрел Кларка убил Takeoff.

## Коммерческий успех
За несколько часов до перестрелки Quavo выпустил совместный клип с Takeoff на их песню «Messy». После инцидента клип за пару часов набрал несколько миллионов просмотров и возглавил список трендов YouTube.
Сингл Migos «Cross The Country», выпущенный в 2014 году, занял первое место в чарте интернет-журнала HotNewHipHop
Совместный альбом Takeoff и Quavo «Only Built for Infinity Links»  в чарте Billboard 200 поднялся с 84-го на 12-е место после смерти Кершника. 189-е место занял единственный сольный альбом Takeoff The Last Rocket, выпущенный в 2018 году. Альбомы Migos «Culture» и «Culture II» заняли 193-е и 116-е место соответственно. Совместный трек Quavo и Takeoff «Hotel Lobby (Unc And Phew)» занял 78-е место в чарте Billboard Hot 100.
На похороны Кершника были проданы билеты.
Первым посмертным релизом Takeoff стало гостевое участие на треке «Feel the Fiyaaah» при участии A$AP Rocky с альбома Metro Boomin Heroes & Villains. Он вышел 2 декабря 2022 года, через месяц после убийства Кершника.
Сингл Quavo и Takeoff – «Hotel Lobby (Unc & Phew)» разошёлся тиражом в 1 миллион проданных копий и стал платиновым.

## Похороны
Судебно-медицинская экспертиза округа Харрис 2 ноября 2022 года опубликовала отчёт о смерти Takeoff, в котором говорится, что Кершник скончался моментально от полученных травм. На теле было обнаружено несколько пулевых отверстии в области головы и туловища. В отчёте также сообщается, что судмедэкспертиза ещё не была завершена, но тело Takeoff готово к транспортировке в похоронное бюро.
5 ноября друзья и семья Takeoff провели прощальную церемонию с рэпером, а на месте его гибели был образован мемориал.
10 ноября были проведены закрытые поминики Takeoff на которых за долгое время вместе присутствовали Cardi B, Offset и Quavo. 11 ноября в Стэйт Фарм-арене прошёл «Праздник Жизни» Кершника. На церемонии выступали Offset, Quavo, Cardi B, Drake, Джастин Бибер, Иоланда Адамс и Хлоя Бейли. Более 20.000 тысяч людей пришли проститься с Керншником. Мэр Атланты Андре Диккенс посмертно вручил Takeoff премию «Phoenix Award». Присутствовавшим не разрешалось пользоваться своими телефонами и фотографировать мероприятие.